# 弗朗齐歇克·尤内克
弗朗齐歇克·尤内克（捷克語：František Junek，1907年1月17日—1970年3月19日），捷克男子足球运动员，司职前锋。他曾代表捷克斯洛伐克国家队参加1934年国际足联世界杯，结果队伍获得亚军。